# Cárdenas (La Rioja)
Cárdenas település Spanyolországban, La Rioja autonóm közösségben. Cárdenas Baños de Río Tobía, Badarán, Nájera és Camprovín községekkel határos. Lakosainak száma 129 fő (2024).

## Népesség
A település népessége az elmúlt években az alábbi módon változott:
| Lakosok száma | 252  | 199  | 192  | 182  | 178  | 173  | 151  | 136  | 128  | 129  |
|               | 2001 | 2004 | 2007 | 2009 | 2012 | 2014 | 2017 | 2019 | 2022 | 2024 |